# Николаев, Яков Николаевич
Я́ков Никола́евич Никола́ев (1911, дер. Чёдино, Чебоксарский уезд, Казанская губерния (ныне Мариинско-Посадский район Чувашии), Российская империя — 1943 год, село Холовно, Люблинское воеводство, Польша) — советский партизан, воевавший на территории оккупированной Польши под псевдонимом «Чуваш».

## Биография

### Детство, учёба
Родился в 1911 году в деревне Чёдино Чебоксарского уезда Казанской губернии. В детстве познал большую нужду. После смерти отца жил у своего дяди.
В 1922—1926 гг. учился в начальной школе. Затем обучался в Чебоксарской имени III Интернационала опытно-показательной школе-коммуне. После окончания Мариинско-Посадского кустарно-промыслового техникума, был призван в ряды РККА. После армейской службы поступил в Чебоксарах на литературный факультет пединститута. После демобилизации работал инспектором, начальником сектора Народного комиссариата просвещения Чувашской АССР.

### Служба в армии
В 1939 году вновь призван в РККА. Участвовал в Польском походе. Затем добровольцем остался служить в погранвойсках. В октябре 1939 года зачислен в кадровый состав 92-го пограничного отряда (г. Перемышль Украинской ССР) на должность помощника начальника 4-й резервной заставы. Через пять месяцев младшего лейтенанта Николаева назначили исполняющим обязанности начальника резервной заставы, а 22 июня 1940 года — начальником 5-й резервной заставы с присвоением воинского звания «лейтенант».
В начале 1941 года на государственной границе СССР нагнеталась напряжённая обстановка. В такой ситуации командование погранвойск приняло решение усилить линейные пограничные заставы резервными подразделениями. Лейтенант Николаев был назначен помощником начальника 1-й пограничной заставы.

### Начало войны
Ранним утром 22 июня 1941 года немецкая артиллерия начала обстрел Перемышля, затем передовые части гитлеровцев повели наступление на всём участке пограничного отряда. Более шести часов пограничники сдерживали натиск врага. Но силы были неравны. По приказу командования пограничники оставили Перемышль. Затем, собрав силы, подразделения отряда во взаимодействии с 99-й стрелковой дивизией контратаковали гитлеровцев и освободили город. Впервые немецкие солдаты вынуждены были отдать город. Наши войска шесть суток удерживали позиции. В этой напряженной схватке принимал участие и лейтенант Николаев. Всё же, дабы избежать окружения, наши части отошли на восток.
В сентябре 1941 года 92-й пограничный отряд переформировали в 92-й пограничный полк Юго-Западного фронта. Затем офицер-пограничник был тяжело ранен. Считался пропавшим без вести (не позднее 30 ноября 1941 года).
В сентябре у Днепра лейтенант Николаев получил тяжёлое ранение в правое плечо, его взяли в плен, перевезли в лагерь в районе города Бяла-Подляска в Польше. Однажды узники подняли восстание. Смогли сбежать только некоторые, в их числе и Николаев, преодолевая град пуль со сторожевых вышек в лес. Первое время им помогали поляки Люблинского воеводства, затем вывели на местных партизан. В отрядах в основном были поляки, а также бежавшие из плена красноармейцы. Узнав, что Николаев — офицер-пограничник, партизаны предложили ему быть командиром.

### Партизанские рейды
Группа Чуваша влилась в партизанский отряд Теодора Альбрехта (Фёдора Никитовича Ковалёва). Командиром соединения стал Ковалёв, а Николаев — начальником разведки. Отряд численно увеличился и окреп, ему было присвоено имя Адама Мицкевича.
Партизаны беспрестанно атаковали немецкие гарнизоны. В конце 1942 года командующий карательными войсками Люблинского воеводства бригаденфюрер СС Одило Глобочник решил окончательно разбить партизан. К Парчевским лесам были стянуты три тысячи эсэсовцев с артиллерией.
Разведчики, разузнав о немецких планах, разделились на четыре группы и устроили засады на главных направлениях наступления противника. Фашисты начали артобстрел. Снаряды пролетали над головами: партизаны находились у самой кромки леса. Прибывшая на автомобилях пехота стала входить в лес. Минут пятнадцать на подступах к лесу каратели вели ураганный огонь. Со сторны леса было тихо. Немцы пошли дальше по дороге. И тут с трёх сторон — из глубины леса и с обочин — партизаны начали поливать врагов горячим свинцом. Те кинулись назад, но путь был отрезан — застрочили пулемёты. Потеряв много живой силы, каратели отступили.

### Подвиг разведчика-пограничника
В начале 1943 года для уничтожения отряда имени Мицкевича немецкое командование привлекло регулярные воинские части с танками и артиллерией. Все выходы из леса были заблокированы. Партизаны действовали по предложенной Николаевым тактике встречного боя: основные силы отряда оставили на базе, впереди выставили заслоны. При боевом контакте с заслоном основные силы подходили и уничтожали немцев. На третий день боёв разведчики нашли слабое место в кольце гитлеровцев. При прорыве тройного кольца окружения, прикрывая проход отряда, Николаев погиб.
По другим данным Яков Николаев погиб 23 ноября 1944 года.

## Награды
- Орден Красного Знамени (посмертно; 1966)[1]

## Память
- Именем Якова Николаева была названа площадь во Влодаве[5].